# An-Niha (Idlib)
An-Niha (arab. النيحة) – wieś w Syrii, w muhafazie Idlib. W 2004 roku liczyła 537 mieszkańców.